# Итака (Ню Йорк)
Итака (на английски: City of Ithaca) (по името на гръцкия остров Итака от Омировата Одисея) е град на южния бряг на езерото Кайуга, в централната част на щата Ню Йорк, САЩ.
Градът Итака е център на метрополиса Итака, който съдържа Итака таун (Ithaca town) и други градове и села в окръга Томпкинс. Итака е окръжен център на окръг Томпкинс. Градът има население от 29 287 (2000), а метрополисът – 100 135. Итака е седалището на Далай Лама в САЩ.

## География и климат
Езерото Кайуга е разположено в дълга и тясна ледникова долина с ориентация север-юг. Скалата е предимно девонска и е сравнително богата на вкаменелости. Световноизвестните вкаменелости намерени в областта са една от причините тук да се намира Музеят на Земята.
Итака е основана върху равната земя южно от езерото. Градът сега се разпростира до съседните хълмове, издигащи се на няколкостотин фута над централната равнина: Източен, Западен и Южен хълм. Страните на хълмовете са стръмни и много от потоците спускащи се от изток или запад към равнината са изрязали дълбоки проломи, обикновено с няколко водопади.
Климатът в Итака е умерен континентален, със студени снежни зими и понякога горещи и влажни лета. Равната част на долината има малко по-меко време през зимата, и нерядко гражданите на Итака стават свидетели на едновременни сняг по хълмовете и дъжд в долината.
Естествената растителност в незастроените и необработени части на областта Итака, е смесената гора, доминирана от листопадни дървета. Сред тях често срещан е кленът. Стръмните сконове наблюдавани от разстояние наподобяват зелена завеса между късния май и септември, с обагрят в ярки есенни цветове през октомври и изобразяват сиви стъбла и клони, често покрити със сняг между ноември и началото на май.
Регионът около Итака е осеян с многобройни винарни, много от които специализират в местните разновидности на Лабруска, въпреки че все повече винари се концентрират напоследък върху класическите сортове като Ризлинг и Каберне франк. Въпреки сравнително краткия топъл сезон, лозите процъфтяват благодарение на микроклимата създаден от влиянието на езерата.

## Животът в града
Икономиката на Итака е базирана на образование, производство, използващо високи технологии и туризъм. Според данни от 2006 година Итака е една от малкото развиващи се икономики, освен Ню Йорк сити, в икономически затруднения щат Ню Йорк, и привлича работници от съседните провинциални окръзи Кортланд, Тиога и Шуйлър, както и от по-урбанизирания Чемунг. В града се намират универитетът Корнел, разположен върху източния хълм, и колежът Итака, разположен на южния хълм. В града живеят много студенти, като близо 20 000 посещават Корнел, а 6300 са записани в колежа. Заедно с университета Хил в съседния град Сиракуза, Итака е един от двата главни центъра на образованието в централен Ню Йорк.
Туристите посещават града главно заради природните дадености, включващи три пролома в рамите на града и още три в близките паркове. Посетителите се наслаждават също така и на езерото Кайуга, на многобройните катерачески, скиорски и колоездачни маршрути, както и на посещения на винарните и лозовите насаждения западно и северно от града.
С известен успех Итака се опитва да поддържа традиционен търговски център, включващ Ithaca Commons и Център Итака. Затова някои скърбят за загубената жизненост на централната част на града след построяването на две търговски зони в североизточния и югозападния край на стария град. Тези области съдържат все повече големи вериги от магазини и ресторанти. Други казват, че магазините значително увеличават местните възможности за пазаруване на гражданите, много от които преди са предпочитали да пазаруват другаде, и увеличават продажбите и приходите от данъци за града и окръга.
Итака притежава много от характеристиките на малките университетски градове в САЩ: антикварни книжарници, кина, занаятчийски магазини и вегетариански ресторанти. Ресторантът Moosewood Restaurant, основан през 1973, е източник на многобройни вегетариански готварски книги. Списанието Bon Appetit го нарежда между 13-те най-влиятелни ресторанти на 20 век.

## Местно управление
Името „Итака“ всъщност обозначава две държавни единици в областта. Итака град (Ithaca town) е един от деветте градове в окръга Томпкинс. („Градовете“ („Towns“) в Ню Йорк са нещо като общините в останалите щати; всеки окръг извън Ню Йорк сити е разделен на градове.) Итака сити (Ithaca city) е заобиколен от Итака град, но е юридически независим от него.
През декември 2005 управленията на Итака град и Итака сити започват да обсъждат възможности за обединяване на управлението, включително и евентуално сливане на двете единици в един град или сити. За последно това е дискутирано през 1963 и 1969.
Възможността за обединение е противоречива за жителите на Итака град, които ще трябва да плащат по-високи данъци като се нагърбят с дълговете на Итака сити. Някои жители на града се опасяват също така, че обединението ще доведе до увеличено застрояване и трафик. Въпреки това, по-голямата част от населението на града вече е концентрирано в малки селца в близост до ситито и жителите му се възползват от удобствата на ситито.